# Campylocentrum puyense
Campylocentrum puyense là một loài thực vật có hoa trong họ Lan. Loài này được Dodson mô tả khoa học đầu tiên năm 2003.